# 安托尼夫卡 (瓦爾瓦區)
50°22′50″N 32°31′44″E / 50.38056°N 32.52889°E
安東尼夫卡（烏克蘭語：Антонівка）是位於烏克蘭北部切爾尼希夫州裏普里盧基區的村莊，面積4.67平方公里，海拔高度102米，2025年人口361，人口密度每平方公里164.31人。